# Synelnykove
Synelnykove (ukrainsk: Сине́льникове, tr. Synélnykove, ukrainsk udtale: [sɪˈnɛlʲnɪkowe]  ( hør); russisk: Сине́льниково, tr. Sinélnikovo, russisk udtale: [sʲɪˈnʲelʲnʲelʲɪkəvə]) er en by og hromada (kommune) i Ukraine. Byen har en befolkning på omkring 29.651 (2022) indbyggere. Før Ruslands invasion af Ukraine 2022 havde den en befolkning på omkring 30.021 (2021) indbyggere.
Synelnykove ligger i Synelnykove rajon (distrikt) i Dnipropetrovsk oblast (provins). Den er den største by i den sydøstlige del af regionen, og fungerer som administrativt centrum for rajonen. Synelnykove blev grundlagt i 1868  og er opkaldt efter den russiske guvernør Ivan Sinelnikov.

## Galleri
- Synelnykove-1 banegård
- Synelnykove-2 banegård
- Centrum